# Elke Burkert
Elke Burkert (* 12. Oktober 1953) ist eine deutsche Altistin, Dirigentin und Musikpädagogin. Sie ist die Gründerin und Leiterin der Collegia Musica Chiemgau e.V.

## Leben und Wirken
Elke Burkert studierte Schulmusik und Gesang und erhielt ihre Ausbildung bei Elisabeth Schärtel (Nürnberg), Ursula Buckel (Genf), Charlotte Lehmann (Hannover) und Josef Loibl (München). Ihr Studium an der Hochschule für Musik in München schloss sie mit dem Künstlerischen Staatsdiplom als Konzertsängerin sowie als Diplom-Musikerin ab. Neben ihrer Tätigkeit als Dozentin für Gesang an der Universität Bayreuth und der Berufsfachschule für Musik in Kronach absolvierte sie eine Kapellmeisterausbildung. Zehn Jahre lang war sie zudem künstlerische Leiterin und Dirigentin des Bayreuther Orchestervereins e.V.
Seit 2013 ist sie Dirigentin der Collegia Musica Chiemgau.

## Sängerische Laufbahn
1985 Najla-Jabor-Preis beim 12. Internationalen Gesangswettbewerb in Rio de Janeiro der Genfer Föderation Internationaler Musikwettbewerbe.
Burkert trat als Alt-Solistin mit renommierten Orchestern auf, darunter mit den Bamberger Symphonikern in Würzburg (Messias), den Hofer Sinfonikern (u. a. Weihnachtsoratorium, Brahms, Alt-Rhapsodie, Mozart Requiem), den Nürnberger Sinfonikern (u. a. J.S. Bach Weihnachtsoratorium), dem Sinfonieorchester Frankfurt (Weihnachtsoratorium), dem Sinfonieorchester Saalfeld (Brahms’ Alt-Rhapsodie), dem Consortium Alte Universität Wien (1980) und dem Montreal University Orchestra (1985).

## Mitwirkung als Solistin in verschiedenen Konzertreihen
- Würzburger Festwoche 1985 - G.F. Händel: Messias[10]
- Musikfesttage Weilburg 1980 - Messias
- Musiksommer Obermain: u. a. Kloster Banz 1998[11], Basilika Vierzehnheiligen[12], Basilika Gößweinstein[13]
- Musica Bayreuth 1986: Vivaldi - Gloria und Magnificat[14]

Sie wirkte in Kirchenkonzerten unter namhaften Dirigenten wie Viktor Lukas (u. a. Weihnachtsoratorium, Johannes-Passion, Messias), LKMD Michael Lochner (u. a. Solokonzerte in Bad Kissingen, Bayreuth, Coburg, Bach-Kantaten, Messias, Magnificat), Helmut Rilling (Bach - Kantate BWV 74 - Stuttgart 1980), Wolfgang Riedelbauch (Liszt - Via Cruzis, Nürnberg), Martin Sieghart (Mozart Requiem, 15. u.16. Nov. 1980 - Alte Universitätskirche Wien), LKMD Hans-Martin Rauch (St. Sebald, Nürnberg: Matthäus Passion, Weihnachtsoratorium, Bachkantaten u. a.), LKMD Ulrich Knörr (Kempten: Magnificat)
Zahlreiche Liederabende u. a.mit
Helmut Henze, Wolfgang Döberlein, Harald Krebs (2000 u. 2004 - Victoria Philip T. Young Recital Hall - Canada), Tomas Palm (2001 Markgräfliches Opernhaus Bayreuth), Wolfgang Riedelbauch, Norbert Scherlich.
Neun Jahre lang war Burkert Mitglied der Bayreuther Festspiele und übernahm dort u. a. Rollen wie den Lehrbuben in "Die Meistersinger von Nürnberg" und einen Edelknaben in "Lohengrin".

## Rundfunk, CD und Fernsehaufnahmen
- 1982 Bayreuther Festspiele Live Übertragung Premiere und CD Mitschnitt - Lohengrin, 4. Edelknabe[29]
- 1981 - Bayreuther Festspiele Live Übertragung und CD Mitschnitt – Meistersinger, Lehrbube[30]
- Konzertmitschnitt BR 15.7.1987 – Vierzehnheiligen – Valentin Rathgeber Kantaten mit Regina Klepper
- 20.1.2004 Aufzeichnung Südwestrundfunk (SWR) Johann Georg Langs"Missa solemnis in D". Trierer Kammerchor und dem SWR Rundfunkorchester Kaiserslautern - Altsolo Elke Burkert und Aufzeichnung von Conrad Starck: Litaniae in F major
- BR Bayern 2 – 24.10.2021 – „Mit beiden Beinen im Leben“ - Die Dirigentin, Sängerin und Homöopathin Elke Burkert, Leiterin der "Collegia Musica Chiemgau" im Gespräch mit Franziskus Büscher.
- BR Fernsehen – 12.1.2023 – „Weibsbilder“ – Elke Burkert und die Musik
- BR Bayern Klassik II - 10.4. 2023 – Louise Farrenc - Collegia Musica Chiemgau, Leitung Elke Burkert

## Künstlerische Tätigkeiten
Im Herbst 2013 gründete Elke Burkert die Collegia Musica Chiemgau e.V., ein non profit Orchester in kammermusikalischer und sinfonischer Besetzung. Ein besonderer Fokus liegt auf der Förderung junger Talente sowie der internationalen Vernetzung und Zusammenarbeit von Musikern. Seit der Gründung wurden zahlreiche Projekte mit dem Orchester realisiert, darunter mehrere Auftritte im Herkulessaal München, in der Wieskirche, in Garmisch, Rosenheim, Bad Neustadt a. d. Saale und in vielen anderen Konzertsälen Bayerns.
Die Mitglieder des Orchesters setzen sich aus Profimusikern sowie aus Musikern zusammen, die in anderen Berufsfeldern tätig sind. Sie stammen aus verschiedenen Regionen Deutschlands sowie dem Ausland. Unter ihnen befinden sich Musiker aus renommierten Ensembles wie den Bamberger Symphonikern, dem Orchester der Bayreuther Festspiele, der Academy of St. Martin in the Fields, dem Bad Reichenhaller Philharmonischen Orchester, dem Mozarteumorchester Salzburg, dem Münchener Kammerorchester, dem Münchner Rundfunksinfonieorchester, dem Teatro della Parma, dem Chamber Orchestra London und dem London Philharmonic Orchestra. Das Orchester repräsentiert eine Vielfalt an Altersgruppen und umfasst Mitglieder aus bis zu 20 verschiedenen Nationen.
Elke Burkert hat sich auf die Aufführung unbekannter und wiederzuentdeckender Werke spezialisiert, macht selten gespielte Kompositionen einem breiten Publikum zugänglich und trägt so zur Wiederentdeckung vergessener Musik bei. Im Herkulessaal in München brachte die Collegia Musica Chiemgau unter ihrer Leitung am 6. Oktober 2024 das Violinkonzert von Amanda Maier-Röntgen mit der ARD-Preisträgerin Christel Lee als Solistin sowie die Sinfonie in g-Moll von Wassili Kalinnikow zur Aufführung.
Am 23. April 2022 wurde im Herkulessaal in München die Sinfonie C-Dur op. 37 von Robert Fuchs sowie die Sinfonie Nr. 3 von Louise Farrenc aufgeführt. Das Konzert wurde vom Bayerischen Rundfunk live mitgeschnitten und am 10. April 2023 in Bayern 2 gesendet.

## Dirigiertätigkeit
Von 1986 bis 1996 war sie Dirigentin des Orchesterverein Bayreuth und seit 1996 ist sie Ehrendirigentin des Vereins.
Im Jahr 2017 dirigierte Burkert die Bundesärztephilharmonie in der Laeiszhalle der Elbphilharmonie Hamburg. Das Konzert umfasste unter anderem die Erstaufführung eines Marimbakonzerts von Satoshi Yagisawa, das sie selbst für sinfonisches Orchester bearbeitet hatte.
Seit 2013 ist sie Dirigentin der Collegia Musica Chiemgau e.V.

## Auszeichnungen
- 1985 Najla-Jabor-Preis beim 12. Internationalen Gesangswettbewerb in Rio de Janeiro, veranstaltet von der Genfer Föderation Internationaler Musikwettbewerbe.
- 2015 erhielt die Collegia Musica Chiemgau unter ihrer Leitung Elke Burkert den Deutschen Bürgerpreis des Landkreises Traunstein.[35]
- 2024 wurde Elke Burkert mit dem Diamond Prize (1. Preis) in der Kategorie Concert Conducting der Max Bruch International Music Competition ausgezeichnet.[36]
- Zudem erhielt sie den Diamond Prize in der Kategorie Concert Conducting der World Exceptional Musicians 2024/1.[37]